# Agualva e Mira-Sintra
Agualva e Mira-Sintra (oficialmente: União das Freguesias de Agualva e Mira-Sintra) é uma freguesia portuguesa do município de Sintra, com 5,98 km² de área e 41323 habitantes (censo de 2021). A sua densidade populacional é 6 910,2 hab./km².

## História
Foi criada aquando da reorganização administrativa de 2012/2013, resultando da agregação das antigas freguesias de Agualva e Mira-Sintra. 

## Lugares
- Agualva
- Abelheira
- Alto do Granjal
- Alto de Colaride
- Barroca
- Bairro da Anta
- Bons Amigos
- Buraca dos Mouros
- Colaride
- Casal de Rocanes
- Casal de Colaride
- Casal do Torrinha
- Fonte das Eiras
- Grajal
- Ladeira do Monte
- Lopas
- Mira-Sintra
- Monte da Tapada
- Monte da Tojeirinha
- Quinta Nova do Tojal
- Quinta da Fidalga
- Serrado da Bica
- Tojeirinha

## Demografia
A população registada nos censos foi:
| Distribuição da População por Grupos Etários | Distribuição da População por Grupos Etários | Distribuição da População por Grupos Etários | Distribuição da População por Grupos Etários | Distribuição da População por Grupos Etários | Distribuição da População por Grupos Etários |
| -------------------------------------------- | -------------------------------------------- | -------------------------------------------- | -------------------------------------------- | -------------------------------------------- | -------------------------------------------- |
| Antes da agregação                           |                                              |                                              |                                              |                                              |                                              |
| Ano                                          | 0-14 anos                                    | 15-24 anos                                   | 25-64 anos                                   | >= 65 anos                                   | Total                                        |
| 2011                                         | 6295                                         | 5059                                         | 23246                                        | 6504                                         | 41104                                        |
| Após a agregação                             |                                              |                                              |                                              |                                              |                                              |
| Ano                                          | 0-14 anos                                    | 15-24 anos                                   | 25-64 anos                                   | >= 65 anos                                   | Total                                        |
| 2021                                         | 5695                                         | 4978                                         | 22104                                        | 8546                                         | 41323                                        |